# راهزل
راهزِل با نام اصلی راهزل ام. براون (به انگلیسی: Rahzel M. Brown) یک خواننده رپ آمریکایی است.
او در سبک هیپ‌هاپ می‌خواند و تخصص او در ضرب دهانی (beatboxing) است. شهرت اصلی او به‌خاطر عضویتش در گروه روتس (The Roots) است که این گروه برندهٔ جایزه گرمی شده‌است.